# Любимовка (Поріцький район)
Люби́мовка (рос. Любимовка, чув. Любимовка) — село у складі Поріцького району Чувашії, Росія. Входить до складу Сиресинське сільського поселення.
Населення — 108 осіб (2010; 178 у 2002).
Національний склад:
- росіяни — 90 %